# Basili de Rubí
Basili de Rubí, nato Francesc Malet i Vallhonrat (Rubí (Spagna), 1899 – Barcellona, 1986), è stato un religioso e storico spagnolo, appartenente all'Ordine dei frati minori cappuccini.

## Biografia
Entrò nell'ordine cappuccino nel 1927. Durante la Guerra civile spagnola fu quasi ucciso ma riuscì a fuggire e andò in Italia, dove cominciò le sue ricerche sulla storia dell'ordine cappuccino in Catalogna. Quando finì la guerra in Spagna vi fece ritorno e fu nominato direttore dei seminari cappuccini di Olot e di Barcellona, oltre ad altri impieghi.
Fu uno storico, fondatore della società Franciscalia nel 1948, editore della rivista Estudios Franciscanos dopo la sua rifondazione nel medesimo anno, e fondatore e direttore della collezione di Filosofia Criterion nel 1959.

## Opere
- Reforma de Regulares a principios del siglo XIX (1943). (CA)
- Necrologi dels frares menors caputxins de Catalunya i Balears (1945). (CA)
- Art pessebrístic (1947). (CA)
- La última hora de la tragedia. Hacia una revisión del caso Verdaguer (1958). (ES)
- El padre Bernardino de Manlleu (1962). (ES)
- Les corts generals de Pau Claris (1976). (CA)
- Un segle de vida caputxina a Catalunya (1978). (CA)
- Els caputxins a la Barcelona del segle XVIII (1984). (CA)